# Coprinellus xanthothrix
Coprinellus xanthothrix (Romagn.) Vilgalys, Hopple & Jacq. Johnson, 2001 è un fungo basidiomicete della famiglia Psathyrellaceae.

## Descrizione della specie
Cappello
Prima emisferico, conico-ellissoide, poi convesso, largo 2–4 cm, con margine talora revoluto.
Allo stadio giovanile è ricoperto da un velo biancastro con fibrille più scure che a maturità si dissocia in grosse scaglie o lembi fioccosi di colore da biancastro a fulvo-brunastro.
Superficie pileica con cuticola crema-avorio e toni giallo-ocracei nel disco.
Lamelle
Color grigio-crema, infine brunastre, deliquescenti a maturità.
Gambo
2-5 x 0,2-0,3 cm, cilindrico, fistoloso, biancastro, leggermente allargato alla base dove risaltano residui del velo del cappello.
Carne
Esigua, assai pallida.
Odore e sapore: nullo.
Spore
7-9 x 5,5 µm, rosso-brune, ellittico-amigdaliformi viste di lato, ovoidi viste di faccia; poro germinativo centrale, troncato, apicolo talora visibile.

## Commestibilità
Senza valore.

## Distribuzione e habitat
Fruttifica su terreno sabbioso bruciato, tuttavia non è una specie esclusivamente carbonicola; alcuni autori, infatti, lo segnalano presente su rametti e tronchi a terra nel bosco.

## Tassonomia

### Sinonimi e binomi obsoleti
- Coprinus xanthothrix Romagn. 1941

### Specie simili
Specie morfologicamente simili al Coprinellus xanthothrix sono il Coprinus domesticus e il Coprinus ellisii, che si differenziano principalmente sulle dimensioni delle spore. Il Coprinellus xanthothrix ha, infatti, una spora, vista di faccia, ovoidale (7-9 x 4,5-5,5 µm); il Coprinus domesticus ha spore cilindrico-ellissoidi (7,5-10 x 4-5 µm), mentre quelle del Coprinus ellisii sono cilindrico faseoliformi (6,5-8,5 x 3-4,5 µm), come riportato da ORTON-WATLING (1979).